# مدرسه ملی علوم اداری (فرانسه)
دانشسرای ملی علوم اداری (به فرانسوی: École nationale d'administration) که به اختصار ENA خوانده می‌شود یک دانشسرای عالی بزرگ علوم کاربردی فرانسوی واقع در استراسبورگ است که در سال ۱۹۴۵ با هدف دموکراتیک کردن دسترسی به خدمات مدنی ارشد دولت ایجاد شده‌است. امروزه این دانشسرا مسئولیت گزینش و آموزش اولیهٔ کارمندان ارشد حکومتی را برعهده دارد.
همه ساله این دانشسرا از ۸۰ تا ۱۰۰ دانشجو در دوره آموزش اولیه استقبال می‌کند که به اندازهٔ یک سوم این تعداد، دانشجویان خارجی اضافه می‌شوند. همچنین حدود شصت دانشجوی کارشناسی ارشد و تخصصی ارشد در کنار یکصد دانشجوی خارجی در چهارچوب دوره‌های بین‌المللی افزوده می‌شوند. به این میزان بایستی جلسات کوتاه آموزشی در پاریس و استراسبورگ برای کارمندان رسمی فرانسوی و خارجی را اضافه کرد که حدوداً ۱۱ هزار نفر در هر سال را در بر می‌گیرد.
شش هزار و پانصد تن از فارغ التحصیلان قدیمی این دانشسرا عموماً آنارک (énarques) خوانده می‌شوند. در طول جمهوری پنجم فرانسه آنارک‌ها نقش محوری در سیاست این کشور داشتند (چهار رئیس‌جمهور، هشت نخست‌وزیر، بسیاری از وزیران و دبیران دولت و… از دانش آموختگان این دانشسرا بودند).
با توجه به داشتن شهرت خاص در نظام آموزش عالی فرانسه، این دانشسرا عموماً با نخبه گرایی و تکنوکراسی همراه است به همین دلیل از زمان تأسیس تاکنون محل انتقاداتی چند بوده‌است؛ بنابراین مسئله حذف یا تغییر و تحول آن در دست مطالعه و بررسی است.